# Kostkowie
Kostka – kaszubski ród szlachecki.

## Historia rodu
Nazwisko Kostka ma pochodzenie niegniazdowe. Na Pomorzu notowane od drugiej połowy XV wieku. Pierwsze wzmianki o kaszubskich Kostkach pochodzą z 1570 (Marcin, Jakub, Paweł, Jan, Bartłomiej Kostkowie). Rodzina posiadała działy we wsiach Podjazy, Mściszewice, i Węsiory. Kaszubscy Kostkowie chętnie przyznawali się do pokrewieństwa z senatorską rodziną Kostków z Mazowsza, której przedstawiciele nabywali też majątki na Pomorzu. Pokrewieństwo takie, choć możliwe, jest jednak niepotwierdzone. Kolejne wzmianki o rodzinie z lat: 1608 (Marcin Podiaski alias Kostka, Symon Węsierski alias Kostka), 1617 (Andreas Wansersky alias Kostka). Oprócz przydomków pochodzących od trzech wsi wymienionych wcześniej, nazwisko Kostka notowano także z przydomkami: Chośnicki, Gostomski, Lubański, Tuchliński, Zdunowski. Nie wiadomo, czy wszyscy byli rzeczywiście z jednego rodu. Pewność można mieć w przypadku Mściszewskich, Podjaskich, Gostomskich, Węsierskich i Lubańskich. Kolejne wzmianki o rodzinie pochodzą z lat: 1648 (P. Kostka), 1717 (Jan Kostka), 1772 (Albert Kostka), 1774 (Andrzej Kostka, Michał Kostka z synami Ludwikiem i Stanisławem, Wojciech Kostka), 1780 (Matthias Kostka). Rodziny o nazwisku Kostka istnieją do dzisiaj, nie tylko na Pomorzu.

## Herby
Niemieckie herbarze, uważające kaszubskich Kostków za gałąź rodziny tego samego nazwiska z Mazowsza, przypisywały im herb Dąbrowa. Jeden z Kostków-Gostomskich użył w 1818 pieczęci z herbem Gostomski III. Kostkowie-Szkotowscy ze Szkotowa w Prusach Królewskich, mający być rzeczywiście gałęzią mazowieckich Kostków, zarzucili w którejś z gałęzi herb Dąbrowa na rzecz herbu własnego Kostka.

## Stowarzyszenie Rodu Kostków
Od 2005 w Koszalinie działa stowarzyszenie o charakterze genealogiczno-heraldycznym, skupiające Kostków i osoby z nimi skoligacone, a więc członków jednego z ważniejszych rodów magnackich w dawnej Polsce. Stowarzyszenie organizuje spotkania, sesje, prowadzi wywody genealogiczne członków, a także wydaje zeszyty pt. „Materiały do biografii genealogii i historii rodu Kostków herbu Dąbrowa”. Wyd.  Stowarzyszenie Rodu Kostków, Białystok-Koszalin, ISBN 978-83-927099-0-9.

## Przedstawiciele rodu
Kostkowie herbu Dąbrowa: 
- Stanisław Kostka
- Paweł Kostka
- Piotr Kostka
- Jan Kostka
- Anna Ostrogska

## Miejsca związane z historią rodu
- Kańczuga
- Słocina (dzielnica Rzeszowa)
- Zamek Orawski
- Dąbrowa (herb szlachecki)
- Golub Dobrzyń
- Rostków
- Sztemberg
- Szkotowo
- Podjazy
- Pelkinie
- Jaroslaw
- Łąka/Tyczyn
- Wieleń
- Szamotuły
- Śmiłowice
- Kościelna Jania

Herb Dąbrowa
Herb Gostomski III
Herb Kostka